# Jeremy Hill
Jeremy Hill (* 20. Oktober 1992 in Baton Rouge, Louisiana) ist ein ehemaliger US-amerikanischer American-Football-Spieler. Er spielte in der National Football League (NFL) als Runningback für die Cincinnati Bengals und die New England Patriots.

## College
Hill besuchte die Louisiana State University und spielte für deren Mannschaft, die Tigers, zwei Jahre lang erfolgreich College Football, wobei er insgesamt 28 Touchdowns erzielte.

## NFL

### 2014
Beim NFL Draft 2014 wurde er in der zweiten Runde als insgesamt 55. von den Cincinnati Bengals ausgewählt. In seiner Rookiesaison konnte er gleich 1.124 Yards erlaufen sowie neun Touchdowns erzielen und so Giovani Bernard als Starter verdrängen.

### 2015
In der Spielzeit 2015 konnte er zwar nur 794 Yards erlaufen, führte aber gemeinsam mit Devonta Freeman, Adrian Peterson und DeAngelo Williams die Statistik der erzielten Rushing-Touchdowns (11) an. In den Play-offs unterlief Hill in der Wild Card Round beim Stand von 16:15 mit noch rund eineinhalb Minuten verbleibender Spielzeit ein Fumble an der 20-Yards-Linie von Pittsburgh, den die Steelers erobern konnten und die Partie letztlich noch mit 18:16 gewannen. Damit vergaben die Bengals die Chance auf ihren ersten Play-off-Sieg seit 1990.

### 2016
Die Saison 2016 konnte Hill mit 839 Yards und 9 Touchdowns bei 222 Laufversuchen beenden. Außerdem fing er 21 Bälle für insgesamt 174 Yards. Damit konnte er nicht an die Leistungen seiner Rookiesaison anknüpfen, schaffte aber immerhin wieder mehr Scrimmage-Yards als im vorherigen Jahr.

### 2017
Vor allem nach der Verpflichtung von Rookie-Runningback Joe Mixon, der von den Bengals im NFL Draft 2017 in der 2. Runde an 48. Stelle insgesamt ausgewählt wurde, verlor Hill seine Rolle als Startspieler und kam im Spiel der Offense, die in der Saison 2017 ohnehin nur wenig gutes Laufspiel kreieren konnte, nur noch sporadisch zur Verwendung.

Am 11. November 2017 wurde Hills Saison vorzeitig beendet, als er wegen einer Knöchelverletzung auf die Injured Reserve List gesetzt wurde.

### 2018
Am 17. März 2018 unterschrieb er einen Einjahresvertrag bei den New England Patriots. Im ersten Spiel der Regular Season gegen die Houston Texans wurde Hill von seinem eigenen Mitspieler James Develin unabsichtlich am Knie getroffen und verletzt, als dieser versuchte, nach einem Fumble von Rob Gronkowski, den Safety der Texans zu tacklen. Hill riss sich das vordere Kreuzband und fiel für den Rest der Saison aus.

### Karriereende
Der Kreuzbandriss in der Saison 2018 erwies sich letztlich als das Ende der professionellen Karriere von Hill. Er unterschrieb in der Saisonvorbereitung 2020 bei den Las Vegas Raiders, wurde aber Anfang August nach nur zwei Tagen wieder entlassen. Auch ein Comebackversuch in der XFL-Saison 2023 scheiterte. Daraufhin gab Hill am 23. Mai 2023 sein Karriereende bekannt.